# Alionematichthys crassiceps
Alionematichthys crassiceps är en fiskart som beskrevs av Møller och Werner Schwarzhans 2008. Alionematichthys crassiceps ingår i släktet Alionematichthys och familjen Bythitidae. Inga underarter finns listade i Catalogue of Life.